# Medicina muncii
Medicina muncii, (termen echivalent celui de Medicină industrială utilizat până în anii '60, este ramura medicinei care se ocupă cu menținerea sănătății la locul de muncă, incluzând profilaxia (prevenția) și tratamentul bolilor profesionale și a accidentelor de muncă și promovarea stării de sănătate, având în mod tradițional între obiectivele secundare menținerea și creșterea productivității și a integrării sociale în rândul angajaților. Din perspectivă teoretică specialitatea studiază relația om-muncă, vizând adaptarea omului la particularitățile muncii efectuate și modalității de adaptare a muncii în interesul sănătății celor care o efectuează. Este o specialitate medicală de relație care presupune integrarea unor cunoștințe proprii multor altor specialități medicale.
În Statele Unite ale Americii, medicina muncii este studiată și practicată împreună cu medicina mediului înconjurător sub denumirea de occupational and environmental medicine.
Medicina muncii a fost numită anterior „medicină industrială”, referindu-se strict la activitățile medicale în cadrul unităților industriale din diferite sectoare (minerit, construcții de mașini, prelucrarea lemnului etc). După cel de-al Doilea Război Mondial, programele de medicină ocupațională au fost extinse în alte sectoare precum unități bancare, administrative, comerciale pentru care utilizarea termenului „industrial” a fost considerată improprie, astfel a fost introdus și promovat la nivel internațional termenul de medicina muncii sau „medicină ocupațională”.
În prezent complexitatea crescândă proceselor industriale moderne și înțelegerea aprofundată a rolului direct sau indirect al unei multitudini de factori în menținerea sănătății necesită o activitate medicală specifică (de regulă susținută chiar la locul de muncă) pentru gestionarea adecvată a riscurilor profesionale (ex: expunere la noxe profesionale variate, ergonomia muncii, promovare a sănătății angajaților).

## În România
Practica de medicina muncii pe teritoriul României este asigurată de medicii de medicina muncii (și la un nivel mai scăzut de către medicii cu competență în medicină de întreprindere). Medicul de medicina muncii este format în urma unui program de pregătire postuniversitară de 4 ani prin rezidențiat, în urma căruia se susține examenul de specialitate. Medicul competent în medicină de întreprindere este un medic cu drept de liberă practică, care a urmat un curs (de 6 săptămâni) de pregătire în medicina de întreprindere, ceea ce îi conferă competență limitată în acest domeniu.

## Îndatoriri
Medicul de medicina muncii are următoarele îndatoriri:
- să posede pe lângă cunoștințe medicale și științifice solide, bune capacități de comunicare și relaționare;
- să cunoască procesele tehnologice și operațiunile îndeplinite de către muncitori, să fie familiarizat cu proprietățile toxice ale materialelor folosite, să fie familiarizat cu riscurile asociate locului respectiv de muncă;
- să determine aptitudinea fizică și emoțională a unui angajat pentru locul său de muncă;
- să ofere consiliere angajatorului în vederea prevenției bolilor legate de locul de muncă, să le diagnosticheze la timp și să le semnalizeze organelor competente atunci când este necesar;
- să posede o bună cunoaștere a legislației în vigoare în domeniul sănătății și securității în muncă, a metodelor și regulilor de protecție a muncii;
- să respecte confidențialitatea relației medic-pacient, etica profesională și legislația în domeniu;
- să înțeleagă atât problemele angajatorului, cât și cele ale muncitorilor;